# Bellman på vårt sätt
Bellman på vårt sätt är ett album av Hootenanny Singers från 1968, där Carl Michael Bellmans sånger tolkas.

## Låtlista

### A-sidan
| Nr | Låt                                                                                                  | Musik | Text | Längd |
| -- | --- | ----- | ---- | ----- |
| 1  | Måltidssång (Så lunka vi så småningom, sång 21)                                                      |       |      |       |
| 2  | Rörande kortspelet på klubben (Ren calad jag spår och tror, ep. 42)                                  |       |      |       |
| 3  | Angående Ulla Winblads lustresa till Första torpet utom Kattrumpstullen (Liksom en herdinna, ep. 80) |       |      |       |
| 4  | Till Lokatten (Båtsman tag nu din luva, ep. 59)                                                      |       |      |       |
| 5  | Till gumman på Thermopolium Boreale och hennes jungfrur (Käraste bröder, systrar och vänner, ep. 9)  |       |      |       |

### B-sidan
| Nr | Låt | Musik | Text | Längd |
| -- | --- | ----- | ---- | ----- |
| 1  | Aftonkväde (Träd fram du nattens gud, sång 32)                                                                             |       |      |       |
| 2  | Nota bene (När jag har en plåt att dricka, sång 56)                                                                        |       |      |       |
| 3  | Till fader Berg rörande fiolen (Nå skruva fiolen, ep. 2)                                                                   |       |      |       |
| 4  | Till en och var av systrarna, men enkannerlingen till Ulla Winblad (Fader Berg i hornet stöter, ep. 3)                     |       |      |       |
| 5  | Varuti avmålas Ulla Winblads hemresa från Hessingen i Mälaren en sommarmorgon 1769 (Solen glimmar blank och trind, ep. 48) |       |      |       |
| 6  | Klingar väl vid flöjttraver (Systrar hören min musik, ep. 10)                                                              |       |      |       |